# Axylia rhodopea
Axylia rhodopea är en fjärilsart som beskrevs av George Francis Hampson 1907. Axylia rhodopea ingår i släktet Axylia och familjen nattflyn. Inga underarter finns listade i Catalogue of Life.